# Blockade (Schach)
Die Blockade ist ein strategisches Motiv im Schachspiel. Sinn der Blockade ist es, gegnerische Bauern an ihrem weiteren Vordringen zu hindern. Dies geschieht am zweckmäßigsten mit einer Leichtfigur, da diese wegen ihrer geringen Wertigkeit nicht so wirkungsvoll angegriffen werden kann wie Turm, Dame oder König. Besonders wichtig ist das Blockieren von zur Umwandlung strebenden gegnerischen Freibauern.
Eine Blockade ist auf halboffenen Linien besonders effektiv, weil dort der eigene Bauer zur Übernahme der Blockadefunktion fehlt. Mit dem Verhindern des Bauernzuges ist meist automatisch die Einschränkung der Wirksamkeit einiger gegnerischer Figuren verbunden, weil diese sich nicht beliebig entfalten können.
Das Feld unmittelbar vor dem blockierten Bauern wird als Blockadefeld bezeichnet. Als Blockadefigur eignet sich in der Brettmitte vor allem der Springer, am Rande der Turm. Die am wenigsten geeignete Blockadefigur ist die Dame, da diese von gegnerischen Figuren leicht vertrieben werden kann und viel wichtigere Aufgaben übernehmen sollte als einen Bauern aufzuhalten.

## Beispiele
|   | a | b | c | d | e | f | g | h |   |
| 8 |   |   |   |   |   |   |   |   | 8 |
| 7 |   |   |   |   |   |   |   |   | 7 |
| 6 |   |   |   |   |   |   |   |   | 6 |
| 5 |   |   |   |   |   |   |   |   | 5 |
| 4 |   |   |   |   |   |   |   |   | 4 |
| 3 |   |   |   |   |   |   |   |   | 3 |
| 2 |   |   |   |   |   |   |   |   | 2 |
| 1 |   |   |   |   |   |   |   |   | 1 |
|   | a | b | c | d | e | f | g | h |   |

Das Beispieldiagramm aus der Eröffnungsphase einer Partie Jezek – Uhlmann zeigt eine wirksame Blockade des gedeckten weißen Freibauern d5 durch den Springer auf d6. Sie neutralisiert diesen Freibauern für lange Zeit. Der Springer nimmt zudem Einfluss auf die zentralen Punkte e4 und c4, welche von Weiß überdeckt werden müssen und unterstützt gegebenenfalls die das weiße Zentrum attackierenden Vorstöße b7–b5 oder f7–f5.
- Die Partie Muse – Bindrich, Höckendorf, 2004 zeigt eine wirksame Blockade im Endspiel.

- In der Studie von Paul Heuäcker ist die Blockade eines Bauern, der eine Linie verstellt, das Hauptthema.